# Daróc (Szlovákia)
Daróc (más néven Sárosdaróc, szlovákul: Šarišské Dravce) község Szlovákiában, az Eperjesi kerület Kisszebeni járásában.

## Fekvése
Eperjestől 36 km-re, Kisszebentől 20 km-re északnyugatra, a Tarca felső folyása felett fekszik.

## Története
Neve a szláv dráč (= nyúzó) szóból ered és arra utal, hogy lakói egykor állatprémekkel kereskedtek.
A mai települést 1295-ben „Dorauch” néven említik először. A későbbiekben „Drauch” (1309), „Drauche” (1330) alakban fordul elő az írott forrásokban. A tarcai uradalom része volt. 1427-ben 30 adózó portájáról tudunk. Ekkor a Berzeviczy család birtoka, és már állt a falu temploma. 1573-ban a község lakói evangélikusok lettek. A falu templomát 1659-ben újjáépítették. Katolikus plébániáját csak 1753-ban alapították újra. 1768-ban az egész falu leégett. 1787-ben 68 házában 441 lakos élt.
A 18. század végén Vályi András így ír róla: „DARÓCZ. Tót falu Sáros Vármegyében, földes Ura Szirmai Uraság, lakosai katolikusok, fekszik Héthárshoz 3/4. mértföldnyire, Ispotállya is van, erdeje kivágattatott ugyan, de e’ fogyatkozást az Uraság más tágas erdeiböl helyre hozza, földgyei, ha jól miveltetnek gazdagon termők, réttye, legelője elég, és jó, piatzozása szomszédságban, és a’ Tarcsai só letételben is, jó módgya van a’ fuharozással való pénz keresetre, jó tulajdonságaihoz képest, első Osztálybéli.”
A 19. század elején a Szmrecsányi család szerezte meg. 1828-ban 72 háza volt 540 lakossal.
Fényes Elek 1851-ben kiadott geográfiai szótárában így ír a faluról: „Darócz, Dravcze, Sáros v. tót falu, Berzeviczéhez északra egy órányira: 461 római, 33 gör. kath., 29 evang., 30 zsidó lak. Kath. paroch. templom. Meglehetős föld és rét. Kastély. F. u. b. Berzeviczy s m.”
A trianoni diktátum előtt Sáros vármegye Héthársi járásához tartozott.

## Népessége
| Év:            | 1994. | 2004.   | 2014.   | 2024.   |
| -------------- | ----- | ------- | ------- | ------- |
| Emberek száma: | 1210  | 1244    | 1224    | 1245    |
| Eltérés:       |       | +2,80 % | -1,60 % | +1,71 % |

| Év:            | 2023. | 2024.   |
| -------------- | ----- | ------- |
| Emberek száma: | 1237  | 1245    |
| Eltérés:       |       | +0,64 % |

1910-ben 380, túlnyomórészt szlovák anyanyelvű lakosa volt.
2001-ben 1269 lakosából 1262 szlovák volt.
2011-ben 1248 lakosából 1224 szlovák volt.

## Neves személyek
- Itt született 1781-ben Berzeviczy Vince, a Magyar Tudományos Akadémia levelező tagja.
- Itt született 1846-ban Szmrecsányi Pál szepesi püspök, főrend.
- Itt született 1851-ben Szmrecsányi Lajos egri érsek.
- Itt született 1854-ben Szmrecsányi Miklós művészettörténeti író, jogi doktor, miniszteri tanácsos.

## Nevezetességei
- Alexandriai Szent Katalin tiszteletére szentelt római katolikus temploma eredetileg a 14. században épült. 1622-ben reneszánsz stílusban építették át, ekkor épült tornya is. 1657-ben megújították, 1752-ben pedig barokk stílusban építették át. Főoltárképe 1779-ben készült.
- Kastélya a 17. században reneszánsz stílusban épült két toronnyal, 1794-ben átépítették.
- A plébánia épülete 1830-ban eredetileg nemesi kúriának épült.
- A 19. század elején épített kápolna.
- Két 1674 előtti udvarház is volt itt a Berzeviczyek tulajdonában.